# 霍姆斯特德谷 (加利福尼亞州聖貝納迪諾縣)
霍姆斯特德谷（英語：Homestead Valley）是位於美國加利福尼亞州聖貝納迪諾縣的一個人口普查指定地區。

## 地理
霍姆斯特德谷的座標為34°08′05″N 116°18′47″W / 34.13472°N 116.31306°W，而該地最高點為海拔高度834米（即2736英尺）。

## 人口
根據2010年美國人口普查的數據，霍姆斯特德谷的面積為95.943平方千米，當中陸地面積為95.943平方千米，而水域面積為0.000平方千米。當地共有人口7414人，而人口密度為每平方千米77人。